# 埃尔潘塔诺
埃尔潘塔诺是巴拿马贝拉瓜斯省圣达菲区的一个城市，2010年是人口为658。 该市2000年时人口为725，1990年时人口为676。